# Lijst van spelers van Rapid Wien
Deze lijst omvat voetballers die bij de Oostenrijkse voetbalclub Rapid Wien spelen of gespeeld hebben. De spelers zijn alfabetisch gerangschikt.

## A
- Helmuth Aberle
- Levent Acar
- Marcin Adamski
- Josef Adelbrecht
- Ivan Adzic
- Gerhard Aichhorn
- Muhammet Akagündüz
- Saoud Al Kathiri
- Deni Alar
- Haris Alihodžić
- Adolf Antrich
- Anton Aschenbrenner
- Manfred Aufgeweckt
- Wolfgang Augustin
- Harry Aurednik

## B
- Mica Babic
- Nikola Babic
- Karl Bader
- Walter Baier
- Franz Balzer
- Zoran Barisić
- Hans Baron
- Peter Barthold
- Edi Bauer
- Johann Bauer
- Robert Bauerstätter
- Mario Bazina
- Radek Bejbl
- Hans Beran
- Thomas Bergmann
- Josef Bertalan
- Josef Bican
- Lothar Bilek
- Mate Bilic
- Franz Binder
- Johnny Bjerregaard
- Gustav Blaha
- Josef Blaschke
- Georg Blatnik
- Matthias Bleyer
- Franz Blizenec
- Bruno Blümel
- Branko Bošković
- Günther Brabetz
- Amir Bradaric
- Fritz Brandstätter
- Josef Brandstätter
- Martin Braun
- Karl Brauneder
- Fritz Breitenfelder
- Petar Brucic
- Bernhard Brunner
- Heinrich Budin
- Josef Bugala
- Anton Bujnoch
- Guido Burgstaller
- Thomas Burgstaller
- Sascha Bürringer
- Hans Buzek

## C
- Pablo Cardozo
- Salmin Cehajic
- Wilhelm Cernic
- Max Cerny
- Thomas Chalupsky
- Franz Chytra
- Robert Cimera
- Friedrich Csarmann
- Leopold Czejka
- Adrián Czornomaz

## D
- Frank Daniels
- Robert Dienst
- Vinzenz Dittrich
- Andreas Dober
- Ernst Dokupil
- Matthias Dollinger
- Karl Domnanich
- Stefan Domnanich
- Tomáš Došek
- Jens Dowe
- Christopher Drazan
- Adolf Dumser
- Friedrich Dünnmann
- Hermann Dvoracek
- Josef Dworak

## E
- Hannes Eder
- Josef Eder
- Karl Ehn
- Hans Eigenstiller
- Leopold Eineder
- Otto Eisenschimmel
- Edin Emrovic
- Eppensteiner
- Ümit Erbay
- Hans Erber
- Jürgen Ey

## F
- Fabiano
- Franz Fachet
- Erich Fak
- Franz Fegerl
- Walter Feigl
- Stefan Feitsch
- Ferdinand Feldhofer
- Karl Feldmüller
- August Fellner
- Herbert Feurer
- Rudolf Fiala
- Willy Fitz
- Jan Åge Fjørtoft
- Johann Flegel
- Rudi Flögel
- Lars Francker
- Johann Frassl
- Oliver Freund
- Geir Frigård
- Toni Fritsch
- Edi Frühwirth
- Josef Frühwirth
- Franz Fuchsberger
- Erwin Fuchsbichler
- Gerald Fuchsbichler
- Oliver Fuka

## G
- Herbert Gager
- Geza Gallos
- Roland Gareis
- Kurt Garger
- György Garics
- Harry Gartler
- René Gartler
- Herbert Gartner
- Walter Gebhardt
- Josef Gelegs
- Leopold Gernhardt
- Helmut Geyer
- Karl Giesser
- Walter Glechner
- Franz Golobic
- Leopold Grausam
- Thomas Griessler
- Franz Griftner
- Stanislav Griga
- Roman Groll
- Herbert Gronen
- Johann Gröss
- Leopold Grundwald
- Robert Grüneis
- Theo Grüner
- Peter Guggi
- Hans-Peter Gürtler

## H
- Peter Haas
- Josef Hagler
- Max Hagmayr
- Sulejman Halilović
- Paul Halla
- Rene Haller
- Otto Hamacek
- Gerhard Hanappi
- Rudolf Hanel
- Franz Hantschk
- Ernst Happel
- Günther Happich
- Georg Harding
- Karl Harmer
- Michael Harrauer
- Hannes Hartl
- Josef Hartl
- Franz Hasil
- Josef Hassmann
- Michael Hatz
- Helmut Hauptmann
- Franz Häusler
- Rudolf Hawlicek
- Raimund Hedl
- Markus Heikkinen
- Andreas Heraf
- Josef Herschl
- Andreas Herzog
- Josef Hickersberger
- Markus Hiden
- Martin Hiden
- Karl Hift
- Thomas Hinum
- Thomas Hirsch
- Peter Hlinka
- Robert Hnik
- Karl Hochreiter
- Norbert Hof
- Josef Hofbauer
- Franz Hofer
- Erwin Hoffer
- Johann Hoffmann
- Theodor Hoffmann
- Helmut Hofmann
- Steffen Hofmann
- Johann Hofstätter
- Wilhelm Holec
- Josef Höltl
- Karl Hönig
- Michael Horak
- Alfred Hörtnagl
- Hansi Horvath
- Franz Hribar
- Peter Hrstic
- Andreas Huyer
- Ludwig Huyer

## I
- Melih İbrahimoğlu
- Muhammed Ildiz
- Samuel Ipoua
- Trifon Ivanov
- Andreas Ivanschitz

## J
- Ali Adel Jadoua
- Alois Jagodic
- Carsten Jancker
- Otto Janczik
- Christian Janitsch
- Ante Jazic
- Karl Jech
- Nikica Jelavić
- Otto Jellinek
- Rudolf Jellinek
- Günther Jerabek
- Nikola Jerkan
- Alfred Jermaniš
- Karl Jestrab
- Milan Jovanović
- Patrick Jovanovic

## K
- Hans Kaburek
- Matthias Kaburek
- Robert Kaffka
- Günter Kaltenbrunner
- Josef Kaltenbrunner
- Gerhard Karoly
- Franz Kaspirek
- Stanislaus Kastner
- Markus Katzer
- Adalbert Kaubek
- Christian Kautzky
- Jürgen Kauz
- Veli Kavlak
- Tanju Kayhan
- Friedrich Kedziersky
- Christian Keglevits
- Michael Keller
- Manfred Kern
- Marcel Ketelaer
- Reinhard Kienast
- Roman Kienast
- Wolfgang Kienast
- Josef Kienberger
- Marek Kincl
- Willibald Kirbes
- Helmut Kirisits
- Josef Kirner
- Karl Klär
- Engelbert Klein
- Josef Klima
- Ivan Knez
- Tomislav Knez
- Franz Knor
- Roman Knor
- Josef Koceny
- Andreas Koch
- Georg Koch
- Franz Köhler
- Richard Köhler
- Heinrich Kohn
- Franz Kolar
- Joachim Kolowrat
- Siegfried Kometer
- Lukas Königshofer
- Mario Konrad
- Michael Konsel
- Ümit Korkmaz
- Alfred Körner
- Heinz Körner
- Robert Körner
- György Korsos
- Clemens Kos
- Hans Kovar
- Johann Kowarik
- Gustav Krainer
- Franz Kral
- Oskar Krampf
- Zlatko Kranjčar
- Hans Krankl
- August Kraupar
- Martin Kraus
- Franz Krausam
- Emil Krause
- Bernd Krauss
- Alexander Krautgartner
- Martin Krejci
- Johann Krejcirick
- Franz Kuba
- Andrzej Kubica
- Dietmar Kühbauer
- Vasil Kuleski
- Johann Külf
- Stefan Kulovits
- Armin Kunert
- Richard Kuthan
- Franz Kux

## L
- Vladimír Labant
- Ludwig Lacina
- Andreas Lagonikakis
- Leo Lainer
- Karl Langer
- Henryk Latocha
- Jacob Laursen
- Axel Lawarée
- Andrey Lebedev
- Günther Leber
- Oliver Lederer
- Martin Lefor
- Jiři Lenko
- Lambert Lenzinger
- Andrzej Lesiak
- Ernst Letsch
- Franz Leuthe
- Kurt Linder
- Sven Lindman
- Helwig Lintner
- Karl Linzmayr
- Erich Lisak
- Bernd Lorenz
- Giovanni Luckman
- Stefan Luczisca
- Walter Ludescher
- Johann Luef
- Franz Lukas
- Josef Lukaschovsky
- Andreas Lukse

## M
- Jürgen Macho
- Daniel Madlener
- Josef Madlmayer
- Ladislav Maier
- Stefan Maierhofer
- Farhad Majidi
- Darko Maletić
- Sergey Mandreko
- Theodor Mantler
- Hugo Maradona
- Stefan Marasek
- Wolfgang Markes
- Bent Martin
- Sebastian Martinez
- Helmut Maurer
- Anton Mayer
- Hernán Medford
- Bruno Mehsarosch
- Johann Meister
- Rudolf Menth
- Max Merkel
- Sasha Metlitskiy
- Trifun Mihajlovic
- Branko Milanovic
- Rene Mitteregger
- Leopold Moche
- Helmut Mohacsi
- Oliver Mohr
- Joachim Moitzi
- Josef Molzer
- Erich Müller
- Karl Müller
- Mladen Munjakovic
- Josef Musil

## N
- Karoly Nemes
- Robert Nemeth
- Karl Neubauer
- Johann Neuhold
- Kurt Neumer
- Richard Niederbacher
- Wolfgang Niessner
- Milan Nikolić
- Leopold Nitsch
- Ján Novota
- Atdhe Nuhiu
- Rudolf Nuske

## O
- Gerald Obrecht
- Alois Ohrenberger
- Hermann Ollinger
- Peter Orel
- Karl Osicka
- Johann Ostermann

## P
- Peter Pacult
- Egon Pajenk
- Stephan Palla
- Antonín Panenka
- Mehdi Pashazadeh
- Jürgen Patocka
- Ernst Pauler
- Alfred Pavuza
- Paul Pawlek
- Walter Pawlek
- Helge Payer
- Robert Pecl
- Yasin Pehlivan
- Alois Pellet
- Marek Penksa
- Vukan Perovic
- Peter Persidis
- Paul Perstling
- Hans Pesser
- Jens Petersen
- Heimo Pfeifenberger
- Martin Pfeifer
- Dieter Pflug
- Anton Pichler
- Harald Pichler
- Roman Pichler
- Thomas Pichlmann
- Ernst Pils
- Friedrich Pimperl
- Roman Pivarnik
- Gernot Plassnegger
- Andreas Poiger
- Toni Polster
- Alexander Popovich
- Gerhard Poschner
- Thomas Prager
- Franz Prak
- Johann Pregesbauer
- Helmut Prenner
- Mario Prisc
- Erich Probst
- Walter Probst
- Karl Prohaska
- Boris Prokopič
- Christian Prosenik
- Marcus Pürk
- István Puskás
- Gustav Putzendopler
- Karl Putzendopler
- Martin Puza

## Q
- Peter Queck

## R
- Zeljko Radovic
- Rudolf Raftl
- Karl Rappan
- Krzysztof Ratajczyk
- Helmut Redl
- Emil Regnard
- Peter Rehnelt
- Andreas Reisinger
- Josef Reisinger
- Manfred Reiter
- Peter Reiter
- Stefan Reiter
- Johann Reithofer
- Franz Resch
- Franz Ribitzky
- Johann Richter
- Hans Riegler
- Karl Ritter
- Gerhard Rodax
- Daniel Rodríguez
- Franz Rölle
- Sebastian Ropausch
- Fritz Roth
- Leopold Rotter
- Viktor Runa
- Rudolf Rupec

## S
- Christian Salaba
- Jürgen Saler
- Hamdi Salihi
- Peter Salisch
- Peter Sallmayer
- Mario Sara
- Christoph Saurer
- Bajo Savic
- Dejan Savićević
- Herbert Schaffranek
- Franz Schediwy
- Josef Schediwy
- Karl Schediwy
- Günter Scheffl
- Johann Scheiböck
- Josef Schener
- Kurt Scherr
- Günter Schießwald
- Walter Schiff
- Franz Schilling
- Michael Schimpelsberger
- Kurt Schindlauer
- Rainer Schlagbauer
- Bruno Schlager
- Rudolf Schlauf
- Franz Schlosser
- Max Schmid
- Christian Schmölzer
- Eduard Schönecker
- Walter Schörg
- Georg Schors
- Christoph Schösswendter
- Peter Schöttel
- Roland Schrammel
- Thomas Schrammel
- Roman Schramseis
- Daniel Schreiner
- Alfred Schrottenbaum
- Reinhard Schulz
- Florian Schwarz
- Lorenz Seiter
- Walter Seitl
- Sergey Shavlo
- Engelbert Silbeck
- Walter Skocik
- Stefan Skoumal
- Maciej Śliwowski
- Ferdinand Smetana
- Franz Smistik
- Josef Smistik
- Rudolf Smolek
- Engelbert Smutny
- Thomas Sobotzik
- Franz Solil
- Ragnvald Soma
- Mario Sonnleitner
- Heribert Sperner
- Hermann Stadler
- August Starek
- Roman Stary
- Horst Steiger
- Rudolf Steinbauer
- Willibald Stejskal
- Johann Steup
- Peter Stöger
- Zoran Stojadinovic
- Michael Strasser
- Leopold Ströll
- Christian Stumpf
- Florian Sturm
- Karl Sturm
- Gerhard Sturmberger
- Stefan Sudrich
- Ferdinand Swatosch
- Otto Szabo

## T
- Alfred Takacs
- Gaston Taument
- Ludwig Tauschek
- Alfred Teinitzer
- Herwig Tercek
- Christian Thonhofer
- Mario Tokić
- Eldar Topić
- Guðmundur Torfason
- Cemil Tosun
- Marcel Toth
- Walter Traube
- Alfred Traxler
- Christopher Trimmel
- Reinhard Trojan
- Hans-Georg Tutschek
- Franz Twaroch

## U
- Ewald Ullmann
- Engelbert Uridil
- Franz Uridil
- Josef Uridil
- Karl Uridil

## V
- Jozef Valachovič
- Johann Vana
- Stefan Vasgyura
- Jan Vennegoor of Hesselink
- Andrija Veres
- Frantisek Vesely
- Jovica Vico
- Angelo Vier
- Karl Vladar
- Petr Voříšek
- Rudolf Vsolek
- Alfred Vuga
- Walter Vybiral
- Rudolf Vytlacil

## W
- Franz Wagner
- Michael Wagner
- René Wagner
- Stefan Wagner
- Roman Wallner
- Werner Walzer
- Hans Walzhofer
- Josef Wanzenböck
- Franz Weber
- Heribert Weber
- Anton Wegscheider
- Franz Wegscheider
- Rudolf Weinhofer
- Heinz Weiss
- Johann Weiss
- Peter Werner
- Franz Weselik
- Ferdinand Wesely
- Günther Wessely
- Arnold Wetl
- Kurt Widmann
- Rudolf Wiedermann
- Gustav Wieser
- Gerald Willfurth
- Gerd Wimmer
- Gerhard Winkler
- Christoph Wirth
- Leopold Witka
- Toni Witschel
- Charles Wittl
- Ferdinand Wolf
- Heinrich Wolf
- Friedrich Wolfsbauer
- Franz Wolny
- Karl Wondrak
- Rudolf Wrehsnig
- Peter Wurz

## Z
- Anton Zach
- Wilhelm Zaglitsch
- Stefan Zajic
- Rainhard Zarbach
- Leopold Zeman
- Walter Zeman
- Michael Zimmermann
- Anatoliy Zinchenko
- Thomas Zingler
- Michael Zisser
- August Zopp